# رينو تاليانت
رينو تاليانت هي سيارة سيدان من إنتاج مجموعة رينو.